# NRTL Betano
 (décembre 2021).

Le NRTL Betano (P211) est un patrouilleur des Forces de défense du Timor oriental, qui porte le nom du village Betano du Timor oriental. Le Betano et son bateau jumeau NRTL Jaco sont les bateaux les plus modernes de la marine du pays et sont basés à la base navale Hera. Ils forment ensemble la classe Jaco. Il s'agit de la classe chinoise Shanghai III (Type 062-I class gunboat). Les bateaux ont été construits et livrés en 2010 par l'entreprise chinoise Poly Technology. Le 11 juin, le navire est baptisé et officiellement mis en service,.

Vue rapprochée des deux bateaux de la classe Jaco (2010)
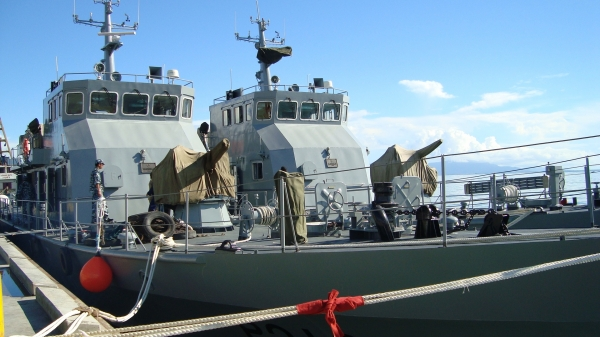
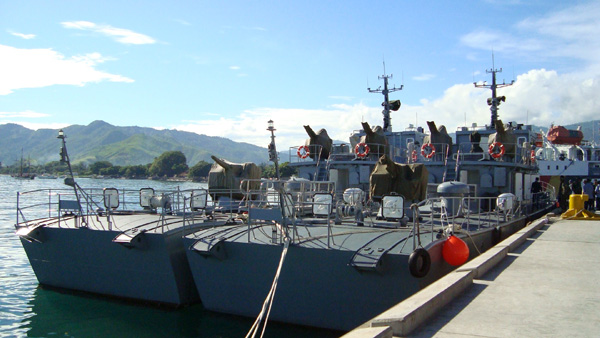

## Navires portant le même nom
Le Bateau de débarquement de la marine australienne, retiré du service en 2012, a également été nommé d'après la ville de Betano.

## Liens Web
- Government of Timor-Leste, 31 mai 2010, Ministry of Defence and Security receives two patrol vessels
- SecuritySector Reform : New Timorese navy signals shift in SSR ownership